# Blacksad
Blacksad è una serie a fumetti creata dagli autori spagnoli Juan Díaz Canales (testi) e Juanjo Guarnido (disegni) e pubblicata dall'editore francese Dargaud. Sebbene entrambi gli autori siano spagnoli, il loro principale target di pubblico è il mercato francese, pertanto tutte le storie sono state pubblicate dapprima in francese, e successivamente in spagnolo e in altre lingue. Il primo albo, Quelque part entre les ombres (in italiano Da qualche parte fra le ombre, negli Stati Uniti pubblicato semplicemente come Blacksad), venne pubblicato nel novembre del 2000. Tre anni dopo, nel 2003, fu la volta del secondo volume, Arctic Nation, e a distanza di due anni uscì Anima Rossa (Âme Rouge), nel 2005. Il quarto libro, L'inferno, il silenzio (L'enfer, le silence), venne distribuito in Europa nel settembre del 2010. Un quinto numero, Amarillo, uscì in varie traduzioni nel 2014. Una nuova storia dal titolo E poi non resta niente - Parte prima è stata pubblicata in Italia dal 5 ottobre 2021.
La serie è stata tradotta dall'originale francese e spagnolo in: catalano, portoghese, inglese, olandese, tedesco, danese, norvegese, svedese, finlandese, russo, polacco, ceco, ungherese, croato, serbo, bulgaro, greco, turco, italiano (nell'ambito europeo), cinese e giapponese (in Estremo Oriente). 
Il fumetto, che si svolge nella New York degli anni cinquanta, ospita storie apertamente ispirate ai classici del giallo hardboiled e del cinema noir americani. Tutti i personaggi sono animali antropomorfi, a cominciare dal protagonista, John Blacksad, un roccioso e disincantato gatto nero che di professione fa il detective. Ogni albo è caratterizzato, fin dalla copertina e dal titolo, dalla predominanza di un colore.

## Sinossi
Raccontate come un film noir, le vicende sono ambientate negli Stati Uniti degli anni cinquanta del XX secolo. Tutti i personaggi sono rappresentati come animali antropomorfi, le cui specie riflettono la loro personalità, tipo di personaggio e ruolo nella storia. Spesso vengono utilizzati stereotipi animali: per esempio, la maggior parte degli ufficiali di polizia sono canidi, quali pastori tedeschi, segugi, volpi, invece i personaggi del mondo criminale sono raffigurati come rettili e anfibi (rane, tartarughe, coccodrilli etc.). Le donne vengono solitamente raffigurate con tratti più umani rispetto alle controparti maschili, e ciò ha causato non poche critiche e polemiche da parte di molti lettori (specie quelli appartenenti al furry fandom), in quanto ritengono antiestetico e non necessario l'eccessiva umanizzazione dei personaggi femminili (in particolar modo la presenza di labbra) in un contesto di animali antropomorfizati a metà tra il realistico e la caricatura cartoonesca. 
Le vignette cercano di rispecchiare un panorama realistico e uno stile cinematografico scuro, attraverso linee realistiche abbastanza nitide. Nonostante il fatto che vi siano animali umanizzati come personaggi, anche i dettagliati disegni ad acquerelli, includendo luoghi e città realmente esistenti, contribuiscono al senso di realismo della serie. Lo stile disegnativo si è evoluto attraverso tutta la serie, con gli ultimi numeri che mostrano colori più saturi e di alta qualità, e meno linee granulose.

## Personaggi principali
- John Blacksad – Un investigatore privato del genere hard-boiled. Un gatto nero con una chiazza bianca sul muso, Blacksad è cresciuto in un quartiere malfamato e ha trascorso buona parte della sua gioventù a scappare dalla polizia. Questo e il servizio prestato durante la seconda guerra mondiale probabilmente spiegano la sua abilità di sparare e di combattere a mani nude sopra la media. Ha persino trascorso un anno all'università come studente di storia, ma in seguito venne espulso. Come ogni detective del genere hard-boiled, Blacksad narra le sue storie in prima persona, aggiungendo cinici commenti sui mali del mondo intorno a lui. Sfortunato in amore, sembra non riuscire mai ad avere relazioni durature, spesso a causa di circostanze al di là del suo controllo. Di solito va in giro con un vestito scuro ed un impermeabile, e usa lo pseudonimo di John H. Blackmore in diverse identità false, tra cui agente della riscossione, agente dell'FBI e doganiere.
- Weekly – Il compagno d'avventura di Blacksad che appare relativamente spesso. Una puzzolente donnola marrone che detesta acqua e sapone. Ha quasi sempre un atteggiamento ottimista e lavora come giornalista investigativo per un giornale chiamato What's News (gioco di parole tra l'espressione inglese "What's new?" - "Quali nuove?" - e il sostantivo "News", cioè "notizie", che contraddistingue molti quotidiani dei Paesi anglosassoni, come il Daily News).
- Smirnov – Un commissario di polizia e amico di Blacksad, sposato e con due figli. Un pastore tedesco che spesso aiuta Blacksad nel corso delle indagini.

## Volumi
1. Da qualche parte fra le ombre
2. Arctic Nation
3. Anima rossa
4. L'inferno, il silenzio
5. Amarillo
6. E poi non resta niente - Parte prima
7. E poi non resta niente - Parte seconda

### Da qualche parte fra le ombre(Quelque part entre les ombres)
John Blacksad investiga sulla morte della famosa attrice Natalia Willford, con la quale ha avuto una relazione in passato. Grazie all'amico Jake Ostiombe, un pugile che fu guardia del corpo di Natalia, scopre che il suo ultimo amante era uno sceneggiatore di nome Leon Kronski. Indagando, scopre che anche lui sembra essere scomparso; l'unico elemento noto è un misterioso amico "dagli occhi sporgenti", che ha dichiarato che Leon è partito per un lungo viaggio.
Mentre indaga, Blacksad si imbatte nel tipo misterioso, un serpente, che tenta di eliminarlo. Quest'ultimo viene poi mostrato braccato dal suo stesso, misterioso boss, il quale lo sospetta di tradimento e che promette di occuparsi personalmente del gatto investigatore.
Grazie a un ratto ubriacone trovato nell'ultimo bar frequentato dai due amanti scomparsi, Blacksad trova Kronski e scopre che è morto e sepolto sotto uno pseudonimo. Dopodiché, l'investigatore viene picchiato da dei malviventi, che gli intimano di interrompere le indagini. Blacksad si risveglia in una cella del commissariato dove Smirnov, il commissario della polizia locale e suo grande amico, lo ha fatto rinchiudere per proteggerlo. Questi spiega a Blacksad che i suoi superiori gli hanno imposto di insabbiare le indagini, evidentemente ricattati da chiunque sia il colpevole. Smirnov, allora, propone a Blacksad di risolvere lui il caso e di coprirlo con tutti i suoi mezzi.
Non appena Blacksad torna a casa, viene aggredito dal serpente, che si scopre essere un sicario dell'uomo che ha ucciso Natalia. In possesso dell'arma del delitto che proverebbe la sua colpevolezza, il serpente vuole ricattare il suo capo e intende impadronirsi anche di qualsiasi prova Blacksad abbia in suo possesso. Tuttavia, prima che John possa chiarire l'equivoco, il ratto (anch'egli al servizio dell'assassino) uccide il serpente, prima di venire a sua volta ucciso da Blacksad con un colpo di pistola. Prima di morire, il serpente rivela al gatto chi è il colpevole dell'intera faccenda: Ivo Statoc, una rana, il più ricco e potente uomo d'affari della città, che si considera al di sopra di ogni legge. Anche Statoc era un amante di Natalia, e uccise l'attrice e Leon dopo essere venuto a sapere della loro tresca. Dopo essersi brutalmente infiltrato nell'ufficio sull'attico del grattacielo di Statoc, Blacksad affronta a sangue freddo la rana - che inizialmente gli offre un lavoro e successivamente una tangente. Blacksad rifiuta entrambe le offerte per motivi di principio e uccide Statoc con un colpo di pistola alla testa. La polizia sistema tutto in modo tale che sembri un suicidio.

### Arctic Nation
Mentre si dirige dalla sua cliente nel quartiere noto come "The Line", John Blacksad vede appeso a un palo il cadavere di un avvoltoio, incontrando in quel frangente la donnola Weekly, che diventerà in seguito il suo assistente. Weekly lo scambia per un collega reporter, ma Blacksad lo respinge a causa del suo cattivo odore.
Blacksad accetta poi di lavorare per un'anziana maestra, la cerva Miss Grey, che lo ha ingaggiato per ritrovare Kayleigh, una cucciola di orso bruno. Sospetta che la povera piccola sia stata rapita dall'Arctic Nation, un partito politico razzista simile al Ku Klux Klan. Weekly stringe finalmente amicizia con il gatto detective e i due si dirigono in un bar, dove vengono assaliti da due membri dell'Arctic Nation; il leader dell'organizzazione, una volpe artica chiamata Huk, si scopre essere un amico del capo della polizia locale, Karup, un orso polare. Blacksad e Weekly vengono portati da Karup, il quale dimostra di avere dei pregiudizi razziali.
Il gatto, in seguito, incontra Dinah, la madre di Kayleigh, la quale stranamente non ha denunciato la scomparsa della figlia alla polizia. Blacksad sospetta che lei abbia avuto una relazione con il figlio di Oldsmill, una tigre siberiana alquanto famosa nella vita locale. Dinah, offesa dall'insinuazione, considera Blacksad inadatto per la ricerca della figlia. Intanto, Weekly viene avvicinato da un gruppo di protesta, i Black Claws (i quali seguono una dottrina simile a quella di Malcolm X e sono, inoltre, ispirati alle Pantere Nere), inizialmente sospettati di aver rapito la bambina; essi ordinano al reporter donnola di scrivere un articolo che sollevi i Black Claws da tutti i sospetti. Intanto, Blacksad segue la sua ipotesi di Oldsmill, scoprendo che il figlio della tigre è, in realtà, mentalmente disabile, rimuovendo anche lui dai sospetti.
Intanto, Weekly indaga sulle attività di Jezabel, un'orsa polare moglie di Karup, scoprendo che ha una relazione extra-coniugale con Huk e che viene ricattata da Dinah, la quale sembra essere al corrente del rapporto (e implica, tra l'altro, che Karup sia pedofilo). Blacksad decide di incontrare Dinah al suo appartamento, ma la trova morta. Sospettando che l'abbia uccisa Karup, il felino affronta la coppia di orsi, accusando Jezabel di adulterio. Di conseguenza, Karup attacca Huk e ha una discussione con Jezabel: durante il litigio, si scopre che i due coniugi non sono mai stati a letto assieme.
Una gazza nera maschio di nome Cotten conduce Blacksad a un incontro segreto dell'Arctic Nation, tenuto in una fabbrica abbandonata. Qui, trova Weekly, tenuto in ostaggio in seguito dell'articolo scritto il giorno prima. Durante l'incontro, Huk uccide Karup impiccandolo, accusandolo di abuso di minori. Dopodiché, tenta di giustiziare Weekly, ma John, sotto mentite spoglie di un Arctic, lo libera e causa un incendio nella fuga. La volpe artica litiga con Cotten, il quale era in combutta con lui, ferendolo mortalmente con un colpo di pistola; tuttavia, la gazza riesce a portare Blacksad nel luogo dove si trova Kayleigh, permettendogli di salvare sia lei che Weekly prima che la fabbrica venga distrutta dall'incendio, mentre Cotten muore per il colpo subito poco dopo. Huk in seguito viene trovato morto nel suo garage, con un cacciavite piantato in un occhio.
Nel finale, Blacksad si prepara per un funerale (come dice lui), ma prima Weekly gli mostra le foto di Jezabel e Huk, e una in particolare cattura l'attenzione del gatto. Al cimitero, John riesce finalmente a parlare con Jezabel e l'affronta, strappandole i vestiti e rivelando che sul petto ha una macchia identica a quella di Dinah, ma di colore diverso, così la donna è costretta a rivelare la sua vera identità; è, in realtà, la figlia di Karup e sorella gemella di Dinah. Karup aveva abbandonato la loro madre in mezzo a un bosco in pieno inverno quando era ancora incinta, perché in quel periodo l'orso si era avvicinato alla dottrina dell'Arctic Nation, e non poteva permettere che gli altri sapessero che aveva una moglie nera con tanto di figli. La donna sopravvisse, dando alla luce Jezabel e Dinah, ma si tenne sempre dietro l'epiteto di donna di colore e nubile, morendo dopo pochi anni. Per potersi vendicare, Jezabel, nata "bianca", riesce ad ascendere e, oltre che sposare Karup, sedurre anche Huk per inscenare il falso rapimento di Kayleigh e far ricadere i sospetti di pedofilia su Karup. Huk, però, ha ucciso Dinah per timore che lei "confessasse tutto" e l'orsa bianca, per vendicarsi, ha ucciso Huk con il cacciavite.
Kayleigh viene portata infine da Miss Grey che se ne prenderà cura; in alcune edizioni del fumetto, inoltre, viene mostrata una scena nel quale John sparge le ceneri di Cotten su Las Vegas, accontentando il suo ultimo desiderio.

### Anima rossa (Âme Rouge)
Durante il periodo della Paura rossa, John Blacksad viene ingaggiato per fare la guardia del corpo a una vecchia e ricca tartaruga, Hewitt Mandeline. Durante una visita dei due a una galleria d'arte, il gatto incontra l'amico poliziotto Smirnov con la sua famiglia. Quest'ultimo gli lascia un volantino di una conferenza tenuta da un suo vecchio professore, Otto Liebber, gufo fisico nucleare e candidato al Premio Nobel.
Alla galleria incontra anche Samuel Gotfield, ricco dalmata, impegnato nella vita sociale e comunista, capo di un'associazione per la ricerca scientifica, e la sua ragazza, la scrittrice Alma Mayer (una gatta).
Gotfield invita Blacksad a una festa privata, tenuta all'interno della sua lussuosa villa. Qui, il gatto fa la conoscenza di altri intellettuali di sinistra; poeti, scrittori, artisti e scienziati, tra i quali anche il chimico Laszlo Herzl (un macaco) e Otero, un barbagianni amico di Otto. Laszlo accusa Liebber di essere favorevole alle armi nucleari, ponendo fine alla festa con amarezza. Quando Otero torna a casa, viene assassinato da un misterioso gaviale killer. Sembra che si sia trattato di uno scambio di persona e che il rettile volesse, in realtà, uccidere Otto.
Blacksad e Alma si innamorano, nonostante quest'ultima stia pianificando il suo matrimonio con Samuel e la loro luna di miele alle cascate del Niagara. Il gatto decide, quindi, di diventare l'"angelo custode" di Liebber, seguendolo e osservandolo a sua insaputa. Lo salva, così, da un altro attentato messo in atto dallo stesso gaviale, il quale però riesce a sfuggire dalle grinfie di Blacksad.
Da Smirnov, Blacksad scopre che il killer è conosciuto come Ribs e che la bomba utilizzata nel suo attentato è chimicamente molto complessa. I sospetti ricadono su Laszlo, che potrebbe essere geloso dei successi del gufo, quindi va a interrogarlo. Tuttavia, Blacksad scopre che Laszlo è, in realtà, un sopravvissuto all'Olocausto e un cacciatore di nazisti; gli mostra delle foto che affermano che Liebber lavorava, infatti, per il Terzo Reich (il detective, però, non trova informazioni su chi abbia ingaggiato Ribs).
Colpito da questa rivelazione, Blacksad cerca conforto in Alma, ma prima che possa vederla viene arrestata dall'FBI assieme ad altri comunisti, inspiegabilmente traditi da Samuel. Liebber, intanto, è tornato nel suo vecchio quartiere, lo stesso di Blacksad, per scoprire che è stato ridotto in povertà. Preso da una crisi personale, si rifugia all'acquario comunale.
Blacksad, intanto, intercetta gli agenti dell'FBI e salva Alma, portandola nell'appartamento di Weekly, il suo amico reporter. Il gatto le promette di portarla alle cascate del Niagara, che Alma considera un gesto di fedeltà e amore.
Finalmente, Blacksad ritrova Liebber all'acquario, in stato di shock. Gli racconta che la sua vita è stata piena di fallimenti e che ogni volta che cercava di rendere il mondo un posto migliore otteneva sempre un risultato diverso, facendo le scelte sbagliate. Il suo ultimo "crimine" è stato quello di seguire i consigli del pittore russo Sergei Litvak, convinto che, per mantenere la pace tra Stati Uniti e Russia, entrambi gli stati dovessero essere in possesso di armi nucleari. Liebber, quindi, ha fornito al pittore informazioni per creare tali armi.
Arrivato allo studio di Litvak, Blacksad scopre che il pittore è stato ucciso dall'FBI. Era comunque riuscito a trasferire le informazioni dietro la tela di un dipinto, intitolato "Anima Rossa", che stava per essere trasferito in Germania dell'Est per una mostra. Il gatto riesce, fortunatamente, a trovare la nave che sta per trasportare il dipinto in Europa e sposta il pacco altrove, dirottandolo in Australia. Dopo ulteriori incontri con l'FBI, il detective scopre cosa aveva spinto Samuel a tradire i suoi amici intellettuali: l'organizzazione gli aveva offerto un posto in uno dei rifugi anti-nucleari, in caso di guerra atomica.
Alla fine del volume, Blacksad riceve una lettera da Liebber che gli comunica il suo ritorno in Germania, dove è finalmente felice e si sta impegnando per aiutare a ricostruire la comunità dopo la guerra e insegnando ai bambini a leggere e scrivere. Alma, però, vede Blacksad come un traditore dopo aver scoperto di avere contatti con Liebber, e decide di lasciarlo.

### L'inferno, il silenzio (L'Enfer, Le silence)
Blacksad e il suo amico, la donnola Weekly, arrivano a New Orleans per incontrare Faust LaChapelle, una capra che ha fondato un'etichetta discografica. Scoprono che Faust è malato terminale di cancro e che è sotto le cure di Gibraltar, una scimmia esperta in voodoo. LaChapelle vuole ingaggiare il detective per ritrovare Sebastian Fletcher, detto "Little Hand", un boxer che, sebbene nato con un braccio atrofico, è diventato il musicista di più grande successo sotto l'etichetta di Faust. Sebastian è scomparso, e Faust è convinto che l'assuefazione da eroina sia stato il motivo. I due investigatori accettano il caso.
La coppia rischia di finire investita dalla macchina dell'ippopotamo Leeman, l'ultimo detective che ha investigato sulla scomparsa di Fletcher. Costui, uscendo dal veicolo, si presenta ai due e propone loro di lavorare assieme; ma Blacksad respinge con diffidenza l'offerta, constatando come l'ippopotamo, oltre ad apparire un losco opportunista e un folle alla guida, sia anche un alcolizzato. Blacksad riesce comunque a trovare lo spacciatore di Fletcher, che gli confessa di aver ricevuto una mazzetta sostanziosa da un cliente mascherato per vendere eroina avvelenata al musicista.
Incontra anche il figlio di LaChapelle, Thomas, il quale ha stretto amicizia con la moglie incinta di Fletcher, Hannah. Thomas intima Blacksad di lasciar perdere il caso; teme che Fletcher sia una cattiva influenza per il padre, il quale sta perdendo solo tempo e soldi per ritrovarlo, invece che utilizzarli per curarsi dal cancro. Blacksad va via, chiedendosi se l'amicizia e le attenzioni che Thomas rivolge verso Hannah nascondano qualcosa di più e se in realtà non sia geloso di Fletcher.
Tempo dopo, Hannah dà alla luce suo figlio. Blacksad riesce ad interrogarla e scopre che Fletcher avrebbe dovuto cantare la sua nuova canzone in un nightclub fuori città quella sera, ma che Faust si era infuriato alla notizia. Weekly, intanto, scopre che alcuni amici del musicista sono stati misteriosamente assassinati e le loro morti spacciate per suicidi, temendo quindi per la vita di Fletcher.
Al nightclub, Fletcher riesce a suonare la sua canzone, che descrive come molti suoi amici siano stati uccisi da un veleno che veniva spacciato tra i vicoli di New Orleans da un fantomatico Dottor Dupre; LaChapelle aveva effettivamente salvato questi musicisti dalla povertà iscrivendoli alla sua casa discografica come un'unica band. Tuttavia, vari conflitti avevano ucciso tutti i componenti, e Fletcher era l'unico rimasto a raccontare la storia.
Blacksad scopre che Leeman è il responsabile delle morti degli amici di Fletcher e che aveva in mente di ricattare LaChapelle conoscendo cos'era successo nella città natale di Fletcher. Quando il gatto detective affronta Faust nella sua dimora, egli confessa di essere il Dottor Dupre della canzone e che non voleva che Fletcher suonasse il suo nuovo pezzo in città, il quale avrebbe ovviamente rovinato il nome della casa discografica. Inoltre, scopre che Faust non soffre di cancro, bensì di una malattia genetica. Ha investito molti soldi nella ricerca medica per trovare una cura per sé, suo figlio e i suoi nipoti, che potranno così continuare a prendersi cura della casa discografica. Viene anche implicato che è stato lui a pagare lo spacciatore affinché fornisse eroina avvelenata a Fletcher.
Blacksad trova finalmente Fletcher, ma ormai è troppo tardi: il musicista ha già preso l'eroina avvelenata ed è morto. Inoltre, scopre che Thomas non ha intenzione di avere figli o di continuare il lavoro del padre; tutti gli sforzi di Faust sono stati vani.
In alcune edizioni del fumetto, inoltre, viene mostrata una scena nel quale John viene salvato da bambino da un gatto marinaio con delle sirene tatuate sul petto, lo stesso che lo salvò dall'annegamento dopo lo scontro con Leeman, dando un tocco più paranormale alla storia, visto che non sembra invecchiato e spiegando perché il gatto lo avesse riconosciuto (in parte).

### Amarillo
Chad, un leone scrittore, sta vivendo da qualche anno come un vagabondo ed è in viaggio con il suo amico Abe, bisonte poeta. I due discutono poiché Abe, dall'animo più romantico di Chad, sostiene che il suo amico non abbia una passione vera come la sua. Chad, infatti, scrive essenzialmente per far carriera e soldi. Abe intima, quindi, al leone di bruciare il suo manoscritto come lui ha fatto con le sue ultime opere, dando loro una "degna fine".
Blacksad e Weekly, intanto, si sono separati: il gatto si è preso una vacanza, mentre il suo amico donnola è tornato a New York per lavoro. Trova, però, un piccolo incarico quando un ricco toro texano gli chiede di guidare la sua macchina che ha appena vinto, una Cadillac gialla, fino a Tulsa, in Oklahoma, mentre lui intraprende il viaggio in aereo. Blacksad accetta, godendosi il viaggio gratis. Tuttavia, quando si ferma a una stazione di servizio, due "autostoppisti" (che si riveleranno essere Chad e Abe) rubano l'auto al gatto. Blacksad chiede quindi aiuto a una banda di motociclisti per inseguire e recuperare la Cadillac, sperando di raggiungerli alla città di Amarillo.
Nel frattempo, Chad e Abe si fermano a far festa in un locale con Billy, un fenicottero gangster. Qui, Abe umilia Chad davanti a tutto il bar accusandolo di essere un codardo e sfidandolo a sparare con una pistola. Chad non riesce effettivamente nella sfida e viene umiliato da tutti i commensali. La festa continua fino a notte fonda e i tre amici siedono a discutere a un tavolo; Abe confessa all'amico leone di aver spedito il manoscritto in Cina. Chad è infuriato: quel manoscritto era la sua unica possibilità per smettere di vivere da vagabondo e dipendente da Abe. Il bisonte ride, ma a quel punto Chad riprende la pistola di prima e spara all'amico per vendetta, uccidendolo. Terrorizzato dalla sua azione impulsiva, scappa sulla Cadillac gialla e la sfascia contro una cassetta della posta, dalla quale esce, casualmente, il manoscritto.
Anche Blacksad è arrivato ad Amarillo e incontra Neal Beato, una iena avvocato litigiosa e apparentemente sospetta. Neal sta cercando di accaparrarsi un cliente: un artista circense che è stato improvvisamente licenziato dal suo capo e sostituito con un nuovo arrivato. Blacksad suggerisce a Neal che il "nuovo arrivato" potrebbe essere la persona che lui sta cercando, ed entrambi si recano al circo, dove effettivamente Chad ha preso lavoro. Il giovane leone fatica ad ambientarsi, ma riesce a fare amicizia con Luanne, un procione femmina cartomante; uno dei clown, l'orso Polyphemus, gli intima di lasciar stare la donna.
Quella notte, durante uno spettacolo, Chad scopre Polyphemus mentre sta cercando di violentare Luanne; Chad lo attacca e Luanne, liberatasi dall'orso, afferra un coltello e glielo pianta nella schiena. I due scappano, ma Elmore, il koala capo del circo, scopre dove sono diretti e cerca di raggiungerli.
Blacksad e Neal si fermano a fare visita alla sorella del gatto, Donna, e suo figlio, Ray. Prendono in presto un'auto e riescono a raggiungere il circo. Blacksad chiede informazioni a Elmore, il quale però è restio a dire dove Chad e Luanne sono diretti. Quella sera, i quattro personaggi si ritrovano su un treno, tutti inconsapevoli della presenza dell'altro; Blacksad spia Elmore mentre cerca di uccidere Chad gettandolo giù dal treno in corsa, ma inciampa e cade dal treno, morendo. Vedendo i due ragazzi che si abbracciano, l'investigatore capisce che sta succedendo e si avvicina.
A Chicago, Blacksad e Neal convincono Luanne a stare con Donna per un po'; Neal, invece, promette di rappresentare Chad in corte per fargli avere solo un anno di prigione per l'omicidio di Abe, e che lo aiuterà a pubblicare il suo romanzo, il cui profitto verrà poi diviso tra lui e l'autore. Chad, però, confessa che ha gettato il manoscritto in uno dei gabinetti della stazione degli autobus, in un atto di colpevolezza. Neal si altera, attirando l'attenzione dei passanti, e fa per andarsene via; il leone cerca di tirarlo a sé, ma gli strappa involontariamente la camicia e Neal cade per strada, morendo investito da un autobus.

### E poi non resta niente - Parte prima (Alors, tout tombe - Partie un)
Blacksad, assieme al suo amico Weekly, assiste alla rappresentazione della Tempesta di Shakespeare al parco, la quale viene bruscamente interrotta dal Tenente (una volpe rossa già apparsa diverse volte nelle storie del detective) poiché messa in scena senza i permessi,  ma per fortuna Blacksad interviene e permette almeno la fine della rappresentazione, sebbene la regista Iris Allen (un'alpaca) venga accompagnata in centrale successivamente.
Intanto Weekly ha modo di conoscere una delle attrici, la volpe grigia Rachel Zucco, della quale è affascinato, anch'ella decisa a diventare una giornalista, pertanto le propone, con successo, di lavorare in tirocinio al suo giornale, il "What's news". 
Sulla via di casa, Blacksad soccorre un pipistrello da alcuni rettili borseggiatori, e questi, presentandosi, come Kenneth Clarke, spiega di star cercando proprio il gatto. Egli è presidente del Sindacato dei lavoratori della metropolitana, soprannominate "Talpe", e si sta battendo per impedire che il celebre costruttore Lewis Solomon (un falco pellegrino) di smantellare il trasporto pubblico in favore di nuove strade, ma ultimamente è braccato dalla Mafia delle Donnole, che hanno già preso il controllo di vari sindacati e hanno inviato un sicario ad eliminarlo. Blacksad accetta di indagare e trovare il sicario.
Weekly, su pressione del nuovo capo, decide di seguire e intervistare proprio Solomon, attualmente impegnato nella costruzione del Solomon Bridge, il ponte sospeso più grande al mondo, con il quale spera di essere ricordato nei decenni a venire, stando a stretto contatto con lui. Assieme a lui c'é Rachel, la quale comincia non sopportare la situazione quando viene palesemente molestata dall'ingegnere capo di Solomon, il castoro Raffles.
Solomon, successivamente, avvicina Shelby, un gabbiano, spiegandogli che Kenneth intende ricattarlo se non cesserà lo smantellamento dei trasporti, facendogli capire che dovrà occuparsene, sebbene il gabbiano sembri contrariato all'idea.
Blacksad giunge nella zone dove lavorano le "Talpe" e parla con Farumfer, una talpa senza pelo, della situazione, al che quest'ultimo spiega come Kenneth non sia ben voluto da tutti, in quanto sia lui che Solomon si sono sostenuti a vicenda quando erano giovani, con uno che fece carriera al comune e l'altro nel sindacato.
Un incidente nel cantiere fa conoscere a Blacksad la dura realtà dei lavoratori fantasma, pagati dalla Mafia delle Donnole per farli entrare nel sindacato e ottenere maggior potere al suo interno. Blacksad, quindi, si finge un mendicante e viene avvicinato dalle donnole, grazie alle quali ha modo di conoscere il sadico e violento Logan, l'uomo che stava cercando.  
Lavorando sotto copertura Blacksad ha modo di stare vicino a Kenneth e di proteggerlo, tanto da riuscire ad evitare che Logan lo elimini in una stazione. Purtroppo, però, un misterioso figuro spinge Kenneth sui binari di un treno in corsa, uccidendolo, per poi sparire nel nulla. 
Iris, libera su cauzione, riesce ad ottenere il permesso dal sindaco di creare un anfiteatro stabile nel grande prato della città, ma riceve anche la notizia della morte di Kenneth, suo caro amico, e una lettera consegnata dal suo avvocato che la sconvolge.
Al funerale di Kenneth, Blacksad parla con Iris e questa le racconta di suo marito, Zachary, il precedente presidente delle "Talpe", nonché amico anche di Kenneth, scomparso vent'anni prima, e decide di andare a fondo di questa faccenda e trovare l'assassino. 
Indagando, Blacksad scopre di Shelby arriva fino ad un ospedale dove si trova il figlio Otis, chiuso in un polmone d'acciaio poiché affetto da poliomielite. Intanto Weekly e Rachel hanno un'accesa discussione sui i loro diversi modi di fare giornalismo e sui loro punti di vista, acuiti dal fatto che Weekly sembri elogiare Solomon, mentre Rachel, con Iris, lo affrontano durante un evento con il pretesto di promuovere il loro ultimo spettacolo. 
Colpito da ciò che gli dice Rachel, Weekly pedina Solomon e sente una conversazione fra lui e Shelby, al quale chiede di sistemare anche Iris. Purtroppo la donnola  viene scoperta dall'autista di Solomon, l'alano Olaf, e viene attirato in una trappola e incastrato per l'omicidio di Iris, uccisa dal gabbiano.
Alla rappresentazione del Macbeth, Iris viene sostituita dalla sua socia e amica, che a fine spettacolo si rivela essere, con sommo stupore di Blacksad presente, Alma Mayer, la donna che aveva amato e perduto in Anima Rossa.

### E poi non resta niente - Parte seconda (Alors, tout tombe - Partie deux)
La storia si apre con i primi lavori per la realizzazione dell'Anfiteatro voluto da Iris, iniziati grazie ai fondi degli spettacoli e alle donazioni che la donna ha ottenuto prima di morire, ma durante gli scavi viene rinvenuto lo scheletro di uno gnu.
Weekly è accusato dell'omicidio di Iris  Allen, ma sia Blacksad che il commissario Smirnov non credono alla sua colpevolezza. Blacksad incontra Alma, al quale chiede informazioni su Iris e Rachel, la quale sembra essere sparita nel nulla, ma senza successo, facendo intendere alla donna che non l'ha mai dimenticata. Dopodiché, si reca sulla scena del delitto di Iris, ma ha un alterco con il Tenente, infastidito dal suo continuo ficcanasare, ma riesce comunque a trovare una piuma di gabbiano e a consegnarla per far cadere le accuse su Weekly. Infine rintraccia la casa di Shelby, dove trova il figlio, Otis, intento a dipingere pur limitato dal macchinario in cui si trova, e l'infermiera che se ne prende cura.
Otis racconta al gatto come fosse cresciuto in una baraccopoli, poiché il padre aveva perso tutto durante la Grande Depressione e fu lì che contrasse la poliomelite. Sarebbe morto se non fosse stato per Solomon, recatosi lì per un sopralluogo per conto del Comune, che apparentemente prese a cuore la sorte di Shelby e del figlio e lo fece curare a spese sue. Otis non nasconde il suo odio per il rapace, visto che la sua condizione è una tortura e che il padre si sente in colpa per questo. 
Seppur affranto da ciò che ha visto e sentito, Blacksad si incontra con Smirnov, al quale spiega che Shelby fa il lavoro sporco per conto di Solomon da anni, ma quando menziona la baraccopoli e il fatto che si trovasse sul Grande Prato dove si svolgono gli spettacoli, Smirnov ha un'illuminazione e chiede al gatto di recarsi all'obitorio per esaminare le ossa ritrovate durante gli scavi, che successivamente si scopriranno appartenere a Zachary, il marito di Iris. Infine Smirnov ammonisce Blacksad di stare lontano da Alma Mayer, spiegandogli che la tenevano d'occhio e ora si è sposata durante la sua permanenza in Europa, cosa che lascia il detective interdetto.
Blacksad poi si reca in carcere, dove ha un colloquio con Logan, il mafioso incaricato di uccidere Kenneth, il quale, in cambio di un accordo, rivela al gatto che Farumfer aveva venduto loro Kenneth, così il detective affronta la talpa, ora in carica come presidente del Sindacato dei lavoratori della metropolitana, ma questi racconta come Kenneth fosse implicato nella morte di Zachary, visto che ai tempi della Depressione lo gnu, da convinto socialista, non era intenzionato a scendere a compromessi, mentre Kenneth, ai tempi ancora legato a Solomon, avrebbe preferito farlo per essere legalizzati.
Weekly viene rilasciato, ma viene picchiato da Olaf come monito a non screditare Solomon, così Blacksad, venuto a sapere della cosa, dapprima picchia l'autista, poi si confronta con Solomon, rivelandogli di avere scoperto tutto: Shelby era indebito con il costruttore perché questi pagava le cure del figlio Otis, perciò, quando Kennetth gli vendette Zachary, Shelby lo uccise, seppellendolo dove un tempo sorgeva la sua vecchia casa; Kenneth, però, ultimamente, era pressato dal sindacato a causa dei lavori di modernizzazione della città, e decise di ricattare Solomon con la storia di Zachary, così l'uomo incaricò Shelby di eliminare anche lui per metterlo a tacere, e la stessa cosa fu per Iris, poiché Kenneth le aveva dato, come ultime volontà, le prove per inchiodare Solomon. Il costruttore non sembra preoccupato, poiché sa che non ha prove, ma Blacksad è sicuro che trovando Shelby la verità salterà a galla. 
Intanto in città si verifica un blackout e l'infermiera di Otis non riesce ad attivare il generatore di emergenza del polmone d'acciaio, cosa che causa la morte del giovane. Shelby, giunto troppo tardi, uccide la donna e, senza più nulla da perdere, decide di fare lo stesso con Solomon.
Blacksad affronta dapprima Alma sul non avergli detto del suo matrimonio, dopodiché, una volta ottenuta la posizione di Shelby da un piccolo procione lustrascarpe (che lo aveva aiutato in precedenza), prova a contattare Smirnov, ma viene ostacolato dal Tenente, furioso con lui sia per il suo continuo intromettersi, sia per gelosia, così il gatto è costretto a recarsi sul ponte in costruzione e riesce a fermare Shelby poco prima che questi uccida Solomon. Questi, però, seppur ferito, riesce a colpire il suo assalitore e lo fa cadere dalle travi ove si trovavano. Blacksad prende Shelby in tempo, ma il gabbiano, non avendo più la forza di andare avanti senza il figlio, si lascia cadere e muore.
Mesi dopo il ponte viene ultimato, così come l'anfiteatro dedicato a Iris Allen, mentre Weekly pubblica un articolo sul suo giornale in cui critica l'agire di Solomon, che si rivela un successo, sebbene il costruttore rimanga impunito e di Rachel non vi è traccia.
Dopo una sontuosa rappresentazione del Giulio Cesare nel nuovo anfiteatro, Blacksad si incontra con Alma, la quale spiega che il suo matrimonio non sta andando bene, ma dovrà comunque tornare in Europa per prendersi cura di sua figlia, sebbene venga fatto intendere che lei e Blacksad possano riavvicinarsi.
I piani di Solomon, così come il suo desiderio di essere ricordato dai posteri, però sono destinati a fallire: durante una tempesta il ponte oscilla pericolosamente e perciò ha un'accesa discussione con Raffles, il quale spiega che la maggior parte dei lavori erano stati supervisionati dalla sua segretaria, la quale però è irrintracciabile. La donna, intanto, assiste soddisfatta al crollo del ponte durante la tempesta e si toglie il travestimento, rivelando di essere sempre stata Rachel, in combutta con il marito di Alma, un husky ingegnere, al fine di vendicare Iris e screditare Solomon, al quale non rimarrà nulla, come già annunciato dal titolo della storia.

## Storie brevi
1. Come cane e gatto
2. Chi sputa in cielo...

## Adattamenti

### Gioco da tavolo
In Spagna Blacksad è diventato oggetto di un gioco di ruolo da tavolo dallo stesso nome, pubblicato nel 2015 dall'editore Nosolorol e tradotto e pubblicato in francese l'anno seguente da Loutre Rôliste..

### Videogioco
Blacksad: Under The Skin è un videogioco di Blacksad annunciato dall'editore Microïds nel luglio 2017, e il primo teaser trailer venne rivelato nell'agosto 2018. 
Sviluppato da Ys Interactive e Pendulo Studios, il titolo era originariamente previsto per il quarto trimestre 2018 per Nintendo Switch, PlayStation 4, Xbox One e PC/Mac. Nel giugno 2018, Microids diffuse le prime immagini del videogioco, dal titolo Under the skin (Sotto la pelle). La data di uscita è stata rimandata al 26 settembre 2019 per PC, PS4, XBOX One e Switch. L'idea di adattare il fumetto Blacksad in un videogioco fu proposta da Microïds a Pendulo, poiché tale azienda sviluppatrice di videogiochi fa parte dello stesso conglomerato mediatico di Dargaud, l'editore di Blacksad. Lo sviluppatore ha optato per una storia originale di Blacksad, ma pur sempre ispirata e 
influenzata alla serie a fumetti. Nel febbraio 2019 il gioco risulta in produzione da circa due anni.